# Stigmella centifoliella
Stigmella centifoliella là một loài bướm đêm thuộc họ Nepticulidae. Nó được tìm thấy ở từ Scandinavia đến bán đảo Iberia, Italia, Albania và Hy Lạp, và từ Đại Anh đến Ukraina. Nó cũng có mặt ở Bắc Phi.
Sải cánh dài 4–6 mm. Con trưởng thành bay từ tháng 7 đến tháng 10.
Ấu trùng ăn Rosa acicularis, Rosa x bifera, Rosa canina, Rosa centifolia, Rosa glauca, Rosa "Hybrida", Rosa jundzillii, Rosa majalis, Rosa multiflora, Rosa pendulina, Rosa phoenicea, Rosa pimpinellifolia, Rosa rubiginosa, Rosa soulieana, Rosa tomentosa, Rosa wichuriana, Sanguisorba hybrida, Sanguisorba minor và Sanguisorba officinalis. Ấu trùng cũng đến các loài Alchemilla. Chúng ăn lá nơi chúng làm tổ.